# Contra trombone
Il contra trombone è un particolare registro dell'organo.

## Struttura
Il contra trombone è un registro ad ancia battente da 16', 32' o (raramente) 64', solitamente presente nella pedaliera. Le sue canne sono di forma conica o piramidale e possono essere sia in legno che di metallo. Il suono prodotto è potente e profondo.
È anche conosciuto con il nome di Grossposaune nei paesi di lingua tedesca.